# Neuseeländische Cricket-Nationalmannschaft in Sri Lanka in der Saison 1992/93
Die Tour der neuseeländischen Cricket-Nationalmannschaft nach Sri Lanka in der Saison 1992/93 fand vom 27. November bis zum 13. Dezember 1992 statt. Die internationale Cricket-Tour war Bestandteil der Internationalen Cricket-Saison 1992/93 und umfasste zwei Tests und drei ODIs. Sri Lanka gewann die Test-Serie 1–0 und die ODI-Serie 2–0.

## Vorgeschichte
Neuseeland spielte zuvor eine Tour in Simbabwe, für Sri Lanka war es die erste Tour der Saison.
Das letzte Aufeinandertreffen der beiden Mannschaften fand in der Saison 1990/91 in Neuseeland statt.

## Stadien
Die folgenden Stadien wurden für die Tour als Austragungsort vorgesehen.
| Stadion                                 | Stadt    | Kapazität | Spiele      |
| --------------------------------------- | -------- | --------- | ----------- |
| Paikiasothy Saravanamuttu Stadium (PSS) | Colombo  | 15.000    | 2. ODI      |
| R. Premadasa Stadium (RPS)              | Colombo  | 35.000    | 1. & 3. ODI |
| Sinhalese Sports Club Ground (SSC)      | Colombo  | 10.000    | 2. Test     |
| Tyronne Fernando Stadium                | Moratuwa | 16.000    | 1. Test     |

## Kaderlisten
Die folgenden Kader wurden von den Mannschaften benannt.
| Test | Test | ODI | ODI |
| Sri Lanka | Neuseeland | Sri Lanka | Neuseeland |
| --- | --- | --- | --- |
| - Don Anurasiri - Aravinda de Silva - Asanka Gurusinha - Chandika Hathurusingha - Dulip Liyanage - Roshan Mahanama - Muttiah Muralitharan - Champaka Ramanayake - Arjuna Ranatunga - Hashan Tillakaratne - Jayananda Warnaweera - Gamini Wickremasinghe | - Grant Bradburn - Martin Crowe - Chris Harris - Blair Hartland - Richard Jones - Dion Nash - Michael Owens - Adam Parore - Chris Pringle - Ken Rutherford - Murphy Su'a - Justin Vaughan - John Wright | - Don Anurasiri - Aravinda de Silva - Asanka Gurusinha - Chandika Hathurusingha - Sanath Jayasuriya - Ruwan Kalpage - Dulip Liyanage - Roshan Mahanama - Arjuna Ranatunga - Hashan Tillakaratne - Pramodya Wickramasinghe - Gamini Wickremasinghe | - Grant Bradburn - Martin Crowe - Chris Harris - Blair Hartland - Mark Haslam - Richard Jones - Dion Nash - Michael Owens - Adam Parore - Chris Pringle - Ken Rutherford - Murphy Su'a - Justin Vaughan - John Wright |

## Tests

### Erster Test in Moratuwa
| 27. November – 2. Dezember Scorecard | Moratuwa | Neuseeland 288 (133.5) & 195-5 (103) | – | Sri Lanka 327 (92) |
|                                      |          | Remis                                |   |                    |

### Zweiter Test in Colombo
| 6. – 9. Dezember Scorecard | Colombo (SSC) | Sri Lanka 394 (128.3) & 73-1 (14.4) | – | Neuseeland 102 (52.1) & 361 (119) (f/o) |
|                            |               | Sri Lanka gewinnt mit 9 Wickets     |   |                                         |

## One-Day Internationals

### Erstes ODI in Colombo
| 4. Dezember Scorecard | Colombo (RPS) | Neuseeland 166-9 (50) | – | Sri Lanka 41-2 (10.2/20) |
|                       |               | No Result             |   |                          |

### Zweites ODI in Colombo
| 12. Dezember Scorecard | Colombo (PSS) | Neuseeland 190-7 (50)           | – | Sri Lanka 192-2 (37.4) |
|                        |               | Sri Lanka gewinnt mit 8 Wickets |   |                        |

### Drittes ODI in Colombo
| 13. Dezember Scorecard | Colombo (RPS) | Sri Lanka 262-6 (49/49)       | – | Neuseeland 231 (48.5/49) |
|                        |               | Sri Lanka gewinnt mit 31 Runs |   |                          |